# Vuelta a Colombia 1991
La 41.ª edición de la Vuelta a Colombia (patrocinada como: Vuelta a Colombia Colmena) tuvo lugar entre el 9 y el 21 de abril de 1991. Por segunda vez en la historia, la competencia inició fuera del territorio colombiano, esta vez desde Quito, Ecuador.
El ganador inicial de la vuelta, fue el ciclista Pablo Wilches, pero éste fue descalificado por la Federación Colombiana de Ciclismo (FCC) de los títulos del Clásico RCN y Vuelta a Colombia luego de que se comprobara, por tercera vez en la temporada, haber marcado como positivo en el examen antidopaje. Ante la descalificación de Wilches, el boyacense Álvaro Sierra del equipo Manzana Postobón Profesional fue declarado como campeón de la Vuelta. El tiempo empleado por Álvaro Sierra fue de 44 h, 0 min y 19 s.

## Equipos participantes
| Equipo                         | Categoría   |
| ------------------------------ | ----------- |
| Café de Colombia               | Aficionado  |
| Cafeteros                      | Aficionado  |
| Costa Rica-Canada Dry          | Aficionado  |
| Ecuador-Nariño                 | Aficionado  |
| Gaseosas Glacial               | Aficionado  |
| Kelme (España)                 | Profesional |
| Lituania-Los Coches            | Aficionado  |
| Manzana Postobón Aficionado    | Aficionado  |
| Manzana Postobón Profesional   | Profesional |
| Pony Malta-Avianca Aficionado  | Aficionado  |
| Pony Malta-Avianca Profesional | Profesional |
| Radio K-Bici Sport             | Aficionado  |
| Seguros Amaya (España)         | Profesional |

## Etapas
| Etapa      | Fecha       | Recorrido              | Distancia (km) | Ganador                          | Líder                            |
| ---------- | ----------- | ---------------------- | -------------- | -------------------------------- | -------------------------------- |
| Prólogo    | 9 de abril  | Quito                  | 4 (CRI)        | Arturas Kasputis                 | Arturas Kasputis                 |
| 1.ª etapa  | 10 de abril | Quito - Ibarra         | 128,1          | Rúber Albeiro Marín              | Arturas Kasputis                 |
| 2.ª etapa  | 11 de abril | Ibarra - Ipiales       | 138,2          | Pablo Wilches Pacho Rodríguez    | Luis Alberto Camargo             |
| 3.ª etapa  | 12 de abril | Tulcán - Pasto         | 101,9          | Néstor Oswaldo Mora              | Luis Alberto Camargo             |
| 4.ª etapa  | 13 de abril | Popayán - Cali         | 133            | Remigius Lupeikis                | Óscar de Jesús Vargas            |
| 5.ª etapa  | 14 de abril | Cali - Pereira         | 219            | Rubén Darío Beltrán              | Óscar de Jesús Vargas            |
| 6.ª etapa  | 15 de abril | Chinchiná - Medellín   | 186            | José Martín Farfán               | Óscar de Jesús Vargas            |
| 7.ª etapa  | 16 de abril | Medellín - Manizales   | 197,2          | Arturas Kasputis                 | Carlos Mario Jaramillo           |
| 8.ª etapa  | 17 de abril | Manizales - Honda      | 143,8          | Álvaro Sierra Peña               | Carlos Mario Jaramillo           |
| 9.ª etapa  | 18 de abril | Honda - Bogotá         | 154,8          | Laudelino Cubino                 | Carlos Mario Jaramillo           |
| 10.ª etapa | 19 de abril | Chía - Chiquinquirá    | 121            | Mindaugas Umaras                 | Carlos Mario Jaramillo           |
| 11.ª etapa | 20 de abril | Villa de Leyva - Tunja | 38 (CRI)       | Pablo Wilches Álvaro Sierra Peña | Pablo Wilches Álvaro Sierra Peña |
| 12.ª etapa | 21 de abril | Duitama - Bogotá       | 204,7          | Néstor Oswaldo Mora              | Pablo Wilches Álvaro Sierra Peña |

## Clasificaciones finales

### Clasificación general
Los diez primeros en la clasificación general final fueron:
| Clasificación general |                        |                              |                  |
| Ciclista              | Ciclista               | Equipo                       | Tiempo           |
| --------------------- | ---------------------- | ---------------------------- | ---------------- |
| DSQ                   | Pablo Wilches          | Pony Malta-Avianca           | 43 h 59 min 42 s |
| 1.º                   | Álvaro Sierra          | Manzana Postobón Profesional | 44 h 0 min 19 s  |
| 2.º                   | Óscar de Jesús Vargas  | Manzana Postobón Profesional | + 1 s            |
| 3.º                   | José Martín Farfán     | Kelme                        | + 13 s           |
| 4.º                   | Carlos Mario Jaramillo | Manzana Postobón Profesional | + 1 min 16 s     |
| 5.º                   | Fabio Parra            | Seguros Amaya                | + 1 min 58 s     |
| 6.º                   | Oliverio Rincón        | Kelme                        | + 4 min 10 s     |
| 7.º                   | Luis Alberto González  | Pony Malta-Avianca           | + 6 min 13 s     |
| 8.º                   | Santiago Amador        | Gaseosas Glacial             | + 6 min 19 s     |
| 9.º                   | Israel Corredor        | Gaseosas Glacial             | + 6 min 21 s     |
| 10.º                  | Henry Cárdenas         | Manzana Postobón             | + 6 min 37 s     |

DSQ: Descalificado

### Clasificación de la montaña
| Clasificación de la montaña |                    |        |        |
| Ciclista                    | Ciclista           | Equipo | Puntos |
| --------------------------- | ------------------ | ------ | ------ |
| 1.º                         | Pedro Saúl Morales | Kelme  | 69     |

### Clasificación de las metas volantes
| Clasificación de las metas volantes |                   |                     |        |
| Ciclista                            | Ciclista          | Equipo              | Puntos |
| ----------------------------------- | ----------------- | ------------------- | ------ |
| 1.º                                 | Remigius Lupeikis | Lituania-Los Coches | 58     |

### Clasificación de la combinada
| Clasificación de la combinada |                    |        |        |
| Ciclista                      | Ciclista           | Equipo | Puntos |
| ----------------------------- | ------------------ | ------ | ------ |
| 1.º                           | José Martín Farfán | Kelme  | 30     |

### Clasificación de la regularidad
| Clasificación de la regularidad |                        |                              |        |
| Ciclista                        | Ciclista               | Equipo                       | Puntos |
| ------------------------------- | ---------------------- | ---------------------------- | ------ |
| 1.º                             | Carlos Mario Jaramillo | Manzana Postobón Profesional | 111    |

### Clasificación por equipos
| Clasificación por equipos |                              |                   |
| Equipo                    | Equipo                       | Tiempo            |
| ------------------------- | ---------------------------- | ----------------- |
| 1.º                       | Manzana Postobón Profesional | 131 h 46 min 35 s |